# Kolonel-generaal
Kolonel-generaal (Duits: Generaloberst) was een rang in het Pruisische leger, het Duitse keizerlijke leger en de Wehrmacht, het leger van nazi-Duitsland.  Een kolonel-generaal was een viersterrengeneraal, die het bevel voerde over een leger of een legergroep.  Hij was hoger in rang dan andere generaals en lager dan een generaal-veldmaarschalk.
In Pruisen ontstond de rang toen men in vredestijd generaals nog wenste te bevorderen.  Een generaal-veldmaarschalk werd slechts in oorlogstijd benoemd.
Na de Tweede Wereldoorlog werd de rang nog gebruikt in sommige Oost-Europese legers en in Noord-Korea.

## Kolonels–Generaal van deWehrmacht(1933–1945)

### Kolonels–Generaal van deHeer(1933–1945)
| Kolonel–Generaal Generaloberst | Kolonel–Generaal Generaloberst       | Bevordering      | Dienstjaren                   | Wapenvak       |
| ------------------------------ | ------------------------------------ | ---------------- | ----------------------------- | -------------- |
| Werner von Blomberg            | Werner von Blomberg (1878–1946)      | 31 augustus 1933 | 1897–1938                     | Artillerie     |
| Werner von Fritsch             | Werner von Fritsch (1880–1939)       | 20 april 1936    | 1898–1939                     | Artillerie     |
| Walther von Brauchitsch        | Walther von Brauchitsch (1881–1948)  | 4 februari 1938  | 1900–1941                     | Artillerie     |
| Wilhelm Ritter von Leeb        | Wilhelm Ritter von Leeb (1876–1956)  | 28 februari 1938 | 1895–1942                     | Artillerie     |
| Gerd von Rundstedt             | Gerd von Rundstedt (1875–1953)       | 1 maart 1938     | 1892–1941 1942–1944 1944–1945 | Infanterie     |
| Ludwig Beck                    | Ludwig Beck (1880–1944)              | 31 oktober 1938  | 1898–1938                     | Artillerie     |
| Wilhelm Keitel                 | Wilhelm Keitel (1882–1946)           | 1 november 1938  | 1901–1945                     | Artillerie     |
| Fedor von Bock                 | Fedor von Bock (1880–1945)           | 1 november 1938  | 1898–1942                     | Infanterie     |
| Wilhelm Adam                   | Wilhelm Adam (1877–1949)             | 31 december 1938 | 1897–1938 1939–1941           | Infanterie     |
| Wilhelm List                   | Wilhelm List (1880–1971)             | 20 april 1939    | 1898–1942                     | Infanterie     |
| Walther von Reichenau          | Walther von Reichenau (1884–1942)    | 1 oktober 1939   | 1903–1942                     | Artillerie     |
| Günther von Kluge              | Günther von Kluge (1882–1944)        | 1 oktober 1939   | 1901–1944                     | Artillerie     |
| Johannes Blaskowitz            | Johannes Blaskowitz (1883–1948)      | 1 oktober 1939   | 1901–1945                     | Infanterie     |
| Georg von Küchler              | Georg von Küchler (1881–1968)        | 20 oktober 1939  | 1901–1944                     | Artillerie     |
| Erwin von Witzleben            | Erwin von Witzleben (1881–1944)      | 1 november 1939  | 1901–1944                     | Infanterie     |
| Ernst Busch                    | Ernst Busch (1885–1945)              | 19 juli 1940     | 1904–1944 1945                | Infanterie     |
| Friedrich Dollmann             | Friedrich Dollmann (1882–1944)       | 19 juli 1940     | 1899–1944                     | Artillerie     |
| Heinz Guderian                 | Heinz Guderian (1888–1954)           | 19 juli 1940     | 1907–1945                     | Pantsertroepen |
| Franz Halder                   | Franz Halder (1884–1972)             | 19 juli 1940     | 1902–1942                     | Artillerie     |
| Hermann Hoth                   | Hermann Hoth (1885–1971)             | 19 juli 1940     | 1903–1945                     | Pantsertroepen |
| Ewald von Kleist               | Ewald von Kleist (1881–1954)         | 19 juli 1940     | 1900–1944                     | Cavalerie      |
| Adolf Strauß                   | Adolf Strauß (1879–1973)             | 19 juli 1940     | 1898–1945                     | Infanterie     |
| Nikolaus von Falkenhorst       | Nikolaus von Falkenhorst (1885–1968) | 19 juli 1940     | 1903–1944                     | Infanterie     |
| Friedrich Fromm                | Friedrich Fromm (1888–1945)          | 19 juli 1940     | 1906–1944                     | Artillerie     |
| Curt Haase                     | Curt Haase (1881–1943)               | 19 juli 1940     | 1901–1943                     | Infanterie     |
| Erich Hoepner                  | Erich Hoepner (1886–1944)            | 19 juli 1940     | 1905–1942                     | Cavalerie      |
| Eugen von Schobert             | Eugen von Schobert (1883–1941)       | 19 juli 1940     | 1902–1941                     | Infanterie     |
| Maximilian von Weichs          | Maximilian von Weichs (1881–1954)    | 19 juli 1940     | 1900–1945                     | Cavalerie      |
| Georg-Hans Reinhardt           | Georg-Hans Reinhardt (1887–1963)     | 1 januari 1942   | 1907–1945                     | Pantsertroepen |
| Rudolf Schmidt                 | Rudolf Schmidt (1886–1957)           | 1 januari 1942   | 1906–1945                     | Pantsertroepen |
| Richard Ruoff                  | Richard Ruoff (1883–1967)            | 1 april 1942     | 1903–1943                     | Pantsertroepen |
| Erwin Rommel                   | Erwin Rommel (1891–1944)             | 24 januari 1942  | 1911–1944                     | Pantsertroepen |
| Walter Model                   | Walter Model (1891–1945)             | 28 februari 1942 | 1910–1945                     | Pantsertroepen |
| Erich von Manstein             | Erich von Manstein (1887–1973)       | 7 maart 1942     | 1906–1944                     | Infanterie     |
| Eduard Dietl                   | Eduard Dietl (1890–1944)             | 1 juni 1942      | 1910–1944                     | Bergtroepen    |
| Georg Lindemann                | Georg Lindemann (1884–1963)          | 5 juli 1942      | 1903–1945                     | Infanterie     |
| Friedrich Paulus               | Friedrich Paulus (1890–1957)         | 20 november 1942 | 1910–1943                     | Pantsertroepen |
| Hans-Jürgen von Arnim          | Hans-Jürgen von Arnim (1889–1962)    | 3 december 1942  | 1907–1943                     | Pantsertroepen |
| Gotthard Heinrici              | Gotthard Heinrici (1886–1971)        | 1 januari 1943   | 1905–1945                     | Infanterie     |
| Hans von Salmuth               | Hans von Salmuth (1888–1962)         | 1 januari 1943   | 1905–1944                     | Infanterie     |
| Walter Heitz                   | Walter Heitz (1878–1944)             | 1 januari 1943   | 1898–1943                     | Artillerie     |
| Eberhard von Mackensen         | Eberhard von Mackensen (1889–1969)   | 6 juli 1943      | 1908–1944                     | Cavalerie      |
| Heinrich von Vietinghoff       | Heinrich von Vietinghoff (1887–1952) | 1 september 1943 | 1903–1945                     | Pantsertroepen |
| Karl-Adolf Hollidt             | Karl-Adolf Hollidt (1891–1985)       | 1 september 1943 | 1909–1945                     | Infanterie     |
| Alfred Jodl                    | Alfred Jodl (1890–1946)              | 1 februari 1944  | 1910–1945                     | Artillerie     |
|                                | Erwin Jaenecke (1890–1960)           | 30 januari 1944  | 1911–1944                     | Infanterie     |
| Walter Weiß                    | Walter Weiß (1890–1967)              | 30 januari 1944  | 1908–1945                     | Infanterie     |
| Kurt Zeitzler                  | Kurt Zeitzler (1895–1963)            | 30 januari 1944  | 1914–1945                     | Infanterie     |
| Josef Harpe                    | Josef Harpe (1887–1968)              | 1 april 1944     | 1909–1945                     | Pantsertroepen |
| Lothar Rendulic                | Lothar Rendulic (1887–1971)          | 1 april 1944     | 1907–1936 1938–1945           | Bergtroepen    |
| Hans-Valentin Hube             | Hans-Valentin Hube (1890–1944)       | 20 april 1944    | 1909–1944                     | Pantsertroepen |
| Ferdinand Schörner             | Ferdinand Schörner (1892–1973)       | 20 mei 1944      | 1914–1945                     | Bergtroepen    |
| Johannes Frießner              | Johannes Frießner (1892–1971)        | 1 juli 1944      | 1911–1944                     | Infanterie     |
|                                | Erhard Raus (1889–1956)              | 15 augustus 1944 | 1909–1945                     | Pantsertroepen |
|                                | Carl Hilpert (1888–1947)             | 1 mei 1945       | 1907–1945                     | Infanterie     |

### Kolonels–Generaal van deLuftwaffe(1933–1945)
| Kolonels–Generaal van de Luftwaffe (1933–1945) |              |            |
|                                                |              |            |
| Epaulet                                        | Kraagspiegel | Flightsuit |

| Kolonel–Generaal Generaloberst | Kolonel–Generaal Generaloberst     | Bevordering      | Dienstjaren         | Wapenvak             |
| ------------------------------ | ---------------------------------- | ---------------- | ------------------- | -------------------- |
| Hermann Göring                 | Hermann Göring (1893–1946)         | 20 april 1936    | 1912–1918 1923–1945 | Vliegeniers          |
| Albert Kesselring              | Albert Kesselring (1885–1960)      | 4 februari 1938  | 1904–1945           | Vliegeniers          |
| Hugo Sperrle                   | Hugo Sperrle (1885–1960)           | 4 februari 1938  | 1903–1944           | Vliegeniers          |
| Erhard Milch                   | Erhard Milch (1892–1972)           | 1 november 1938  | 1910–1922 1933–1945 | Vliegeniers          |
| Alfred Keller                  | Alfred Keller (1882–1974)          | 19 juli 1940     | 1904–1945           | Vliegeniers          |
| Hans-Jürgen Stumpff            | Hans-Jürgen Stumpff (1889–1968)    | 19 juli 1940     | 1907–1945           | Vliegeniers          |
| Ernst Udet                     | Ernst Udet (1896–1941)             | 19 juli 1940     | 1914–1919 1934–1941 | Vliegeniers          |
|                                | Ulrich Grauert (1889–1941)         | 19 juli 1940     | 1909–1941           | Vliegeniers          |
|                                | Hubert Weise (1884–1950)           | 19 juli 1940     | 1904–1945           | Luchtverdediging     |
| Alexander Löhr                 | Alexander Löhr (1885–1947)         | 3 mei 1941       | 1906–1945           | Vliegeniers          |
| Wolfram von Richthofen         | Wolfram von Richthofen (1895–1945) | 1 februari 1942  | 1913–1944 1933–1945 | Vliegeniers          |
| Hans Jeschonnek                | Hans Jeschonnek (1899–1943)        | 1 februari 1942  | 1914–1943           | Vliegeniers          |
|                                | Günther Rüdel (1883–1950)          | 1 november 1942  | 1902–1945           | Luchtverdediging     |
| Robert von Greim               | Robert von Greim (1892–1945)       | 16 februari 1943 | 1911–1918 1934–1945 | Vliegeniers          |
| Bruno Loerzer                  | Bruno Loerzer (1891–1960)          | 16 februari 1943 | 1911–1920 1935–1945 | Vliegeniers          |
| Otto Deßloch                   | Otto Deßloch (1889–1977)           | 11 juni 1943     | 1910–1945           | Vliegeniers          |
| Kurt Student                   | Kurt Student (1890–1978)           | 13 juli 1943     | 1910–1945           | Luchtlandingstroepen |
| Günther Korten                 | Günther Korten (1898–1944)         | 22 juli 1944     | 1914–1944           | Vliegeniers          |

### Admiraals–generaal van deKriegsmarine(1933–1945)
| Admiraal–generaal Generaladmiral | Admiraal–generaal Generaladmiral      | Bevordering       | Dienstjaren         | Wapenvak       |
| -------------------------------- | ------------------------------------- | ----------------- | ------------------- | -------------- |
| Erich Raeder                     | Erich Raeder (1876–1960)              | 20 april 1936     | 1894–1943           | Oorlogsschepen |
| Alfred Saalwächter               | Alfred Saalwächter (1883–1945)        | 20 april 1936     | 1901–1942           | Oorlogsschepen |
|                                  | Rolf Carls (1885–1945)                | 19 juli 1940      | 1903–1943           | Oorlogsschepen |
|                                  | Hermann Boehm (1884–1972)             | 1 april 1941      | 1903–1945           | Oorlogsschepen |
|                                  | Karl Witzell (1884–1976)              | 1 april 1941      | 1902–1942           | Oorlogsschepen |
|                                  | Otto Schultze (1884–1966)             | 31 augustus 1942  | 1900–1942           | Onderzeedienst |
| Wilhelm Marschall                | Wilhelm Marschall (1886–1976)         | 1 februari 1943   | 1906–1943 1944–1945 | Oorlogsschepen |
| Otto Schniewind                  | Otto Schniewind (1887–1964)           | 1 maart 1944      | 1907–1945           | Oorlogsschepen |
| Walter Warzecha                  | Walter Warzecha (1891–1956)           | 1 maart 1944      | 1909–1945           | Onderzeedienst |
| Oskar Kummetz                    | Oskar Kummetz (1891–1980)             | 16 september 1944 | 1910–1945           | Oorlogsschepen |
| Hans-Georg von Friedeburg        | Hans-Georg von Friedeburg (1895–1945) | 16 september 1944 | 1914–1945           | Onderzeedienst |

### Kolonels–Generaal van deSchutzstaffel(1942–1945)
| Kolonel–Generaal Oberst-Gruppenführer | Kolonel–Generaal Oberst-Gruppenführer | Bevordering     | Dienstjaren | Wapenvak        |
| ------------------------------------- | ------------------------------------- | --------------- | ----------- | --------------- |
| Sepp Dietrich                         | Sepp Dietrich (1892–1966)             | 20 april 1942   | 1928–1945   | Waffen-SS       |
| Franz Xaver Schwarz                   | Franz Xaver Schwarz (1875–1947)       | 20 april 1942   | 1921–1945   | Allgemeine-SS   |
| Kurt Daluege                          | Kurt Daluege (1897–1946)              | 20 april 1942   | 1924–1945   | Ordnungspolizei |
| Paul Hausser                          | Paul Hausser (1880–1972)              | 1 augustus 1944 | 1934–1945   | Waffen-SS       |